# Aymon de Quart
Aymon de Quart († 13. Oktober 1311 in Ivrea) war von 1304 bis 1311 Bischof von Genf. 

## Leben
Aymon entstammte einer Adelsfamilie aus dem Aostatal. Er war der Sohn von Jacques, Seigneur de Quart, sein Bruder Emeric war von 1301 bis 1313 Bischof von Aosta. Er war Kanoniker in Lyon, und von 1286 bis 1303 Propst in Lausanne. Er wurde 1287 zum Bischof  von Sitten gewählt, nahm das Amt aber nicht an. Seit 1292 stand er im Dienst des englischen Königs Eduard I., wurde 1292 Kanoniker in Saint-Jean de Beverley und 1295 dort Propst. Das Domkapitel von Genf wählte ihn 1304 zum Bischof. Aufgrund eines Aufstandes der Bürger, musste er Genf zwischen 1307 und 1309 verlassen. Am 28. Februar 1309 gewährte er der Stadt das Recht auf Errichtung einer Kommune und die Wahl der Syndici. Als Sekretär und Rat begleitete er Heinrich VII. auf dessen Italienzug im Oktober 1310. Er starb am 13. Oktober 1311 in Ivrea. 